# Turnen op de Olympische Zomerspelen 1912
Turnen is een van de sporten die beoefend werden tijdens de Olympische Zomerspelen 1912 in Stockholm.

## Heren

### team
| rang   | sporter(s) | land | punten |
| ------ | --- | ---- | ------ |
| Goud   | Guido Boni Giuseppe Domenichelli Luciano Savorini Guido Romano Angelo Zorzi Giorgio Zampori Giovanni Mangiante Lorenzo Mangiante Adolfo Tunesi Pietro Bianchi Paolo Salvi Alberto Braglia Alfredo Gollini Serafino Mazzarocchi Francesco Loi Carlo Fregosi                                                                                       | ITA  | 53.15  |
| Zilver | Lajos Aradi-Kmetykó József Berkes-Bittenbinder Imre Erdődy Samu Fóti Imre Gellért Győző Halmos-Haberfeld Ottó Hellmich István Herczeg József Keresztessy János Korponai-Krizmanich Elemér Pászti Árpád Pédery Jenő Rittich Ferenc Szűts Ödön Téry Géza Tuli                                                                                      | HUN  | 45.45  |
| Brons  | Albert Betts Harry Dickason Samuel Hodgetts Alfred Messenger Edward Pepper Charles Vigurs Samuel Walker John Whitaker Sidney Cross Bernard Franklin Edward Potts Reginald Potts George Ross Henry Oberholzer Charles Simmons Arthur Southern Ronald McLean Charles Luck Herbert Drury William MacKune William Titt William Cowhig Leonard Hanson | GBR  | 36.90  |
| 4      | Nicolas Adam Charles Behm André Bordang Jean-Pierre Frantzen Francois Hentges Pierre Hentges Michal Hemmering Jean-Baptiste Horn Nicolas Kanivé Emile Knepper Nicolas Kummer Marcel Langsam Emile Lanners Maurice Palgen Jean-Pierre Thommes François Wagner Antoine Wehren Ferdinand Wirtz Joseph Zuang                                         | LUX  | 35.95  |
| 5      | Walter Engelmann Adolf Seepass Alfred Staats Hans Roth Arno Glockauer Alexander Sperling Kurt Reichenbach Rudolf Körner Erwin Buder Wilhelm Brülle Heinrich Pahner Johannes Reuschle Walter Jesinghaus Eberhard Sorge Karl Richter Erich Worm Karl Jordan Hans Werner                                                                            | GER  | 32.40  |

### individuele meerkamp
| rang            | sporter(s)      | land   | punten |
| --------------- | --------------- | ------ | ------ |
| Goud            | Alberto Braglia | ITA    | 135.00 |
| Zilver          | Louis Ségura    | FRA    | 132.50 |
| Brons           | Adolfo Tunesi   | ITA    | 131.50 |
|                 | Guido Boni      | ITA    | 128.00 |
| Giorgio Zampori | ITA             | 128.00 |        |
| 6               | Pietro Bianchi  | ITA    | 127.75 |
|                 | Marcel Lalu     | FRA    | 127.00 |
| Marco Torrès    | FRA             | 127.00 |        |

### team, vrij systeem
| rang   | sporter(s) | land | punten |
| ------ | --- | ---- | ------ |
| Goud   | Einar Strøm Alfred Engelsen Frithjof Sælen Robert Sjursen Isak Abrahamsen Sigurd Jørgensen Per Mathiesen Bjarne Johnsen Knud Knudsen Rolf Lie Alf Lie Thomas Thorstensen Nils Opdahl Jacob Opdahl Hans Beyer Sigvard Sivertsen Tor Lund Bjarne Pettersen Georg Selenius Nils Voss Øistein Schirmer Gabriel Thorstensen Hartmann Bjørnsen Petter Martinsen | NOR  | 51.35  |
| Zilver | Hannes Sirola Eino Forsström Kaarlo Vähämäki Eino Saastamoinen Heikki Sammallathi Eero Hyvärinen Mikko Hyvärinen Lauri Tanner Aarne Salovaara Väinö Tiiri Ilmari Keinänen Tauno Ilmoniemi Aarne Pelkonen Kaarlo Vasama Klaus Suomela Hjalmari Kivenheimo Ilmari Pernaja Arvid Rydman Kaarlo Ekholm Karl Fredrik Lund                                      | FIN  | 48.55  |
| Brons  | Carl Krebs Aksel Andersen Christian Svendsen Hjalmar Johansen Arvor Hansen Christian Hansen Halvor Birch Charles Jensen Vigo Meulengracht Madsen Poul Jørgensen Aage Hansen Niels Petersen Oluf Olsson Kristian Pedersen Hermann Grimmelmann Rikard Nordstrøm Carl Juul-Pedersen Steen Olsen Hjalmar Andersen                                             | DEN  |        |
| 4      | Walter Engelmann Adolf Seepass Alfred Staats Hans Roth Arno Glockauer Alexander Sperling Kurt Reichenbach Rudolf Körner Erwin Buder Wilhelm Brülle Heinrich Pahner Johannes Reuschle Walter Jesinghaus Eberhard Sorge Karl Richter Erich Worm Karl Jordan Hans Werner                                                                                     | GER  | 35.95  |
| 5      | Nicolas Adam Charles Behm André Bordang Jean-Pierre Frantzen Francois Hentges Pierre Hentges Michal Hemmering Jean-Baptiste Horn Nicolas Kanivé Emile Knepper Nicolas Kummer Marcel Langsam Emile Lanners Maurice Palgen Jean-Pierre Thommes François Wagner Antoine Wehren Ferdinand Wirtz Joseph Zuang                                                  | LUX  | 35.95  |

### team, Zweeds systeem
| rang   | sporter(s) | land | punten |
| ------ | --- | ---- | ------ |
| Goud   | Oswald Holmberg Nils Granfelt Daniel Norling Knut Torell Carl Silfverstrand Karl Johan Svensson Axel Norling Claës-Axel Wersäll David Wiman Per Bertilsson Per Nilsson John Sörenson Sven Landberg Carl-Erik Svensson Benkt Norelius Anders Kullberg Anders Hylander Yngve Stiernspetz Edvard Wennerholm Curt Hartzell Axel Janse Carl-Ehrenfried Carlberg Sven Rosén Nils Silfverskiöld                                   | SWE  | 937.46 |
| Zilver | Søren Christensen Ingvald Eriksen Georg Falcke Torkild Garp Hans Hansen Johannes Hansen Rasmus Hansen Jens Jensen Søren Jensen Valdemar Jensen Bøggild Karl Kirk Jens Kirkegaard Olaf Kjems Carl Larsen Jens Laursen Marius Lefevre Povl Mark Einar Olsen Hans E. Pedersen Olaf Pedersen Peder Pedersen Hans Pedersen Jørgen Ravn Aksel Sørensen Søren Thorborg Kristen Vadgaard Peder Villemoes Andersen Johannes Vinther | DEN  | 898.84 |
| Brons  | Thorleif Thorkildsen Conrad Christensen Paul Pedersen Fritjof Olsen Edvin Paulsen Jørgen Andersen Carl Pedersen Arthur Amundsen Georg Brustad Marius Eriksen Peter Hol Olaf Ingebretsen Thor Jensen Sigurd Smebye Rolf Roback Eugene Ingebretsen Oscar Engelstad Erling Jensen Trygve Bøyesen Aksel Hansen Oscar Olstad Olof Jacobsen                                                                                      | NOR  | 857.21 |

## Medaillespiegel
| rang   | land             | goud | zilver | brons | totaal |
| ------ | ---------------- | ---- | ------ | ----- | ------ |
| 1      | Italië           | 2    | 0      | 1     | 3      |
| 2      | Noorwegen        | 1    | 0      | 1     | 2      |
| 3      | Zweden           | 1    | 0      | 0     | 1      |
| 4      | Denemarken       | 0    | 1      | 1     | 2      |
| 5      | Frankrijk        | 0    | 1      | 0     | 1      |
| 5      | Hongarije        | 0    | 1      | 0     | 1      |
| 5      | Finland          | 0    | 1      | 0     | 1      |
| 8      | Groot-Brittannië | 0    | 0      | 1     | 1      |
| totaal | totaal           | 4    | 4      | 4     | 12     |